# Institut für Medizinische Virologie Gießen
Das Institut für Medizinische Virologie ist eine seit 1966 bestehende Forschungseinrichtung an der Justus-Liebig-Universität Gießen. Das Institut ging aus einer interdisziplinären Verbundforschung der veterinärmedizinischen, humanmedizinischen und biologischen Fachbereiche hervor und beherbergte bei seiner Gründung den ersten selbstständigen Lehrstuhl für medizinische Virologie in der damaligen Bundesrepublik. Erster Lehrstuhlinhaber war Hans Joachim Eggers (1966–1972) gefolgt von Heinz Bauer (1973–1990, ab 1987 Präsident der Universität Gießen), Wolfram H. Gerlich (1991–2010) und John Ziebuhr (seit 2010). Das Institut war von 1996 bis 2010 Nationales Konsiliarlabor für Hepatitis-B- und Hepatitis-D-Viren des Robert Koch-Instituts und ist seit 2011 Nationales Referenzzentrum für HBV und HDV. Seit 2012 ist es Teil des Deutschen Zentrums für Infektionsforschung.

## Geschichte

### Gießener Virologie bis zur Gründung des Instituts
Die frühesten Arbeiten zu Virusinfektionen am Institut für Hygiene der Fakultät für Humanmedizin in Gießen gehen auf Georg Gaffky (1850–1918), den Mitarbeiter und späteren Nachfolger Robert Kochs, zurück. Die Forschungen beschränkten sich auf Krankheitsbeschreibungen, da die Viren als eigenständiges infektiöses Agens noch nicht charakterisiert waren und eine Anzucht im Labor noch nicht gelang. Rudolf Otto Neumann (1868–1952) beschäftigte sich 1912 mit Tollwutinfektionen, jedoch war die Erforschung der Virusinfektionen noch kein eigenständiges Fach und blieb bis zur Entwicklung der Zellkultur und der Elektronenmikroskopie ein exotisches Teilgebiet der Hygiene und Bakteriologie.
Mit Unterstützung des Hygieneinstituts der Medizinischen Fakultät gründete die seit 1914 eigenständige Veterinärmedizinische Fakultät 1924 ein eigenes Institut für Veterinärhygiene, Bakteriologie, Veterinärpolizei und Tierseuchenlehre (ab 1926 Institut für Veterinärhygiene und Tierseuchenlehre). Wilhelm Zwick (1871–1941) beschäftigte sich als erster Ordinarius des neuen Lehrstuhls überwiegend mit Viruserkrankungen u. a. der Rinderpest und der Borna´schen Krankheit. Zwick verfolgte den Plan zur Errichtung eines Kaiser-Wilhelm-Instituts für Tierseuchenforschung in Gießen, was jedoch durch die Gleichschaltung der Universität ab 1933 und den Tod Zwicks nicht verwirklicht wurde. Nach dem Krieg übernahm Elmar Roots (1900–1962) das veterinärmedizinische Institut und vertiefte den Schwerpunkt Virologie noch weiter. Er schaffte 1955 das erste Transmissionselektronenmikroskop nebst Ultrazentrifuge der Gießener Universität an; dies waren neben der Zellkultur die grundlegenden Apparate, auf denen die virologische Forschung bis in die 1960er Jahre hinein basierte. Bei Roots promovierte auch Rudolf Rott (1926–2003), der nach kurzem Aufenthalt am „Max-Planck-Institut für Virusforschung“ in Tübingen (heute MPI für Entwicklungsbiologie) bei Roots habilitierte und 1964 auf den ersten Lehrstuhl für Virologie (Fakultät Veterinärmedizin) in Gießen berufen wurde.
Durch die arbeitsteilige Fakultätsstruktur, nach der virologische Themen seit 1924 an der veterinärmedizinischen Fakultät stark vertreten waren, entstand am humanmedizinischen Institut für Hygiene und Bakteriologie keine eigene Abteilung für Virologie. Dies weicht von der üblichen Entwicklung anderer virologischer Einrichtungen im deutschsprachigen Raum ab. Dass die Virologie in der humanmedizinischen Fakultät nicht eigenständig vertreten war, wurde insbesondere durch den Forschungsschwerpunkt Rotts offenbar, der sich zusammen mit Christoph Scholtissek und Rudolf Dernick mit Influenzaviren beschäftigte. Diese Viren repräsentieren in besonderer Weise die Wechselwirkung zwischen humaner und animaler Infektion. Für einen geplanten virologischen Forschungsverbund vor Ort und dessen Ausweitung in einem geplanten Sonderforschungsbereich, wurde ein eigenständiger medizinischer Lehrstuhl benötigt, der 1966 errichtet wurde und auf den am 23. Juni 1966 Hans Joachim Eggers berufen wurde. Eggers hatte an der Rockefeller-Universität New York die RNA-Polymerase des Poliovirus entdeckt und ihre Mutationen charakterisiert, nachdem er zuvor am MPI für Virusforschung in Tübingen promoviert hatte.
Die ersten Labore des neuen Instituts befanden sich hinter dem Institut für Geflügelkrankheiten in einem ehemaligen Stallgebäude in der Gaffkystraße. Es trug wie sein Partnerinstitut der Veterinärmedizin die gleichlautende Bezeichnung „Institut für Virologie“, jedoch mit dem Zusatz „Fachbereich Humanmedizin“. Um Verwechslungen vorzubeugen, bürgerte sich in den 1980er-Jahren immer mehr die Bezeichnung Institut für Medizinische Virologie ein.

### SFB 47 und MZI-Gebäude
Eggers und Rott entwarfen einen damals neuartigen Forschungsverbund, der 1968 in der Errichtung des Sonderforschungsbereichs 47 „Pathogenitätsmechanismen von Viren“ mündete. Dieser fasste weitere Forschergruppen der Universität zusammen, so der Biochemie, Pharmakologie, Mikrobiologie und später Pflanzenvirologie. Aus dem bis 1988 außergewöhnlich lange bestehende SFB 47 ging eine Forschergruppe hervor, deren Sprecher ebenfalls Rott bis zu seiner Emeritierung 1994 blieb. Bei Gründung des SFB waren die Räumlichkeiten beschränkt und die Universität begann 1968 mit der Errichtung eines damals als vorbildlich geltenden, interdisziplinären Forschungszentrums in der Frankfurter Straße 107, das sogenannte Mehrzweckinstitut (MZI). Dieses Gebäude wurde auf die Bedürfnisse des SFB zugeschnitten und beherbergte nach seinem sukzessiven Bezug 1970/1972 alle relevanten Institute des Forschungsverbundes. Die Bündelung dreier virologischer Institute (Veterinärvirologie, Humanvirologie und Pflanzenvirologie) in einem einzigen Forschungsgebäude war damals europaweit einmalig.
Eggers nahm 1970 den aus New York kommenden Hans-Dieter Klenk als Assistenten in das Institut für Medizinische Virologie auf, womit die veterinärvirologischen Arbeitsgruppen zu Influenzaviren eine humanmedizinische Ergänzung fanden. Ebenfalls wurde eine Forschergruppe um Gisela und Gerd Wengler eingerichtet, die sich mit weiteren RNA-Viren beschäftigten, den Alpha- und Flaviviren. Erster Leiter der neu eingerichteten diagnostischen Abteilung wurde Jan Leidel, der 1973 Eggers an die Universität Köln folgte.
Neuer Lehrstuhlinhaber wurde 1973 Heinz Bauer, der vom MPI in Tübingen kommend das damals noch junge Forschungsgebiet der Retrovirologie im Institut etablierte. Hans-Dieter Klenk erhielt im gleichen Jahr eine C3-Professur am Institut, die er bis zu seiner Berufung an das Institut für Virologie in Marburg 1985 behielt. Heinz Bauer wurde 1987 Präsident der Justus-Liebig-Universität, womit eine längere Zeit der Lehrstuhl unbesetzt blieb. Der 1986 auf die C3-Professur berufene und aus dem Labor von Michael Bishop und Harald Varmus in San Francisco kommende Retrovirologe Roland Friedrich übernahm die kommissarische Leitung des Instituts. Er widmete sich der Untersuchung Virus-induzierter Leukämien, insbesondere dem Friend leukemia virus.

### Die „Gießener Virologenschule“
Am Institut arbeiteten von Beginn an viele Forschergruppen, aus denen national und international bedeutende Virologen hervorgingen. Neben Hans-Dieter Klenk (Direktor des Instituts für Virologie Marburg) gehören zu diesem als „Gießener Virologenschule“ bezeichneten Kreis auch Robert Friis, Teruko Tamura, Heiner Niemann (Direktor des Friedrich-Loeffler-Institut), Angelika Barnekow (Professur an der Universität Münster), Helga Rübsamen-Schaeff (Direktorin des Georg-Speyer-Hauses), Bernhard Fleischer (Direktor des Bernhard-Nocht-Institut für Tropenmedizin) und Masanori Hayami (Direktor des Instituts für Virusforschung, Kyoto).

### SFB 535 und Konsiliarlabor
Nachfolger Bauers als Direktor wurde 1991 Wolfram H. Gerlich, der zuvor am Göttinger „Institut für Hygiene“ bei Reiner Thomssen (Vorstand der Abteilung Medizinische Mikrobiologie, Zentrum für Hygiene und Humangenetik der Universität am Kreuzbergring 57) und an der Stanford University bei William S. Robinson über das Hepatitis-B-Virus (HBV) gearbeitet hatte. Das Göttinger Institut was damals Nationales Referenzzentrum für Hepatitisviren. Gerlich charakterisierte unter anderem des Oberflächenprotein des HBV (HBs-Antigen) und entdeckte erstmals die kovalente Bindung eines Proteins an ein virales Genom. Mit seiner Berufung kamen sukzessive weitere Mitarbeiter aus Göttingen nach Gießen, die sich mit verschiedenen Aspekten der Hepadnaviridae und des damals neu entdeckten Hepatitis-C-Virus beschäftigten.
Da zu dieser Zeit der aus dem SFB 47 hervorgegangene und von Gerd Hobom initiierte SFB 272 bestand und diesem absehbar nur eine kurze Antragsperiode beschieden war, betrieb Gerlich ab 1995 die Gründung eines neuen SFB, der anknüpfend an die bestehenden interdisziplinären Strukturen in Gießen auch zusätzlich virologische Forschergruppen aus Marburg einbinden sollte. Dies gelang schließlich 1997 mit dem SFB 535 (Invasionsmechanismen und Replikationsstrategien von Krankheitserregern). Dieser vom Institut für Medizinische Virologie koordinierte SFB 535 bestand in der maximalen Antragsperiode bis 2009 und formte wesentlich die Infektionsforschung verschiedener Institute in Gießen.
1996 wurde das Institut zum Nationalen Konsiliarlabor für Hepatitis B und D ernannt, wodurch es auf nationaler und Internationaler Ebene unter anderem mit Fragen der Standardisierung, Aufklärung von Übertragungsfällen, der Effizienz von Impfpräparaten, Testverfahren und Verfahren zur Virusinaktivierung und Virussicherheit bezüglich HBV und HDV beauftragt wurde. Aus dieser Zeit stammen die weiterhin bestehenden engen Kooperationen mit der WHO, dem Paul-Ehrlich-Institut und dem Robert Koch-Institut.

### Neues Forschungsgebäude
Mit der Emeritierung Gerlichs 2010 endeten bestimmungsgemäß zunächst die Aufgaben als Konsiliarlabor und im Jahr davor die Maximallaufzeit des SFB 535. Mit der Berufung des von der Queen’s University Belfast kommenden Virologen John Ziebuhr konnte der Lehrstuhl im gleichen Jahr wiederbesetzt werden. Ziebuhr arbeitet zuvor in Würzburg zur Molekularbiologie von Coronaviren und war an der Charakterisierung und Aufdeckung des SARS-Coronavirus in China beteiligt. Nach Beendigung des Konsiliarlabors wurden die Aufgaben eines solchen vom RKI neu definiert und aufgrund gewachsener Bedeutung der Erreger eine Hochstufung zum Referenzzentrum empfohlen und als solches ausgeschrieben. Das Institut wurde nach einem neuen Auswahlverfahren 2011 vom Bundesministerium für Bildung und Forschung zum Nationalen Referenzzentrum (NRZ) für Hepatitis-B- und -D-Viren ernannt.
Bereits seit den 1990er Jahren wurde die Planung eines neuen Forschungsgebäudes für die Institute des MZI vorangetrieben. Nach baulichen Verzögerungen konnte im März 2012 das Institut in das neue Biomedizinische Forschungszentrum Seltersberg (BFS) umziehen, da die Arbeiten im mittlerweile über 40 Jahre alten MZI-Gebäude nicht mehr den Anforderungen an virologische Arbeiten genügten. Ziebuhr wurde zum ersten Sprecher des BFS gewählt. 2012 gelang ihm gemeinsam mit dem Marburger Virologen Stephan Becker die Gründung des SFB 1021 (RNA viruses: RNA metabolism, host response and pathogenesis), der die drei virologischen Institute (Veterinärvirologie und Humanvirologie in Gießen, Humanvirologie in Marburg) erneut zu einem Forschungsverbund zusammenschließt. Im gleichen Jahr wurde das Institut für Medizinische Virologie Teil des Deutschen Zentrums für Infektionsforschung.